# Chlumetia albiceps
Chlumetia albiceps är en fjärilsart som beskrevs av George Francis Hampson 1894. Chlumetia albiceps ingår i släktet Chlumetia och familjen nattflyn. Inga underarter finns listade i Catalogue of Life.